# Mario Calandri
Mario Calandri (Torino, 1914 – Torino, 1993) è stato un pittore e incisore italiano.

## Biografia
Si formò presso il Liceo artistico di Firenze e di Torino.
Nel 1932, frequentò l'Accademia Albertina di Belle Arti alla scuola di Cesare Maggi. Al termine degli studi divenne suo assistente.
In quel periodo sono i primi esordi come pittore, espose a Roma e a Venezia, dove, nel 1940, partecipò per la prima volta alla Biennale, mostra che rifrequenterà nel 1950, nel 1952 e nel 1958 , tra le altre mostre si segnalano le partecipazioni alla VIII°, IX° e X edizione della Quadriennale di Roma
Nel dopoguerra Calandri diventò assistente di Marcello Boglione, titolare della Cattedra di tecniche dell'Incisione presso l'Accademia Albertina di Torino  cui succedette come incaricato nel 1957 fino al 1960.
Dal 1963 al 1977 insegnò presso l'accademia Albertina torinese.

## Le opere
Mario Calandri è considerato uno dei massimi incisori del XX secolo e si colloca nell'olimpo degli artisti specializzati nella grafica.
L'artista torinese è stato anche un pittore di ottima qualità, capace di effettuare sostanziosi scambi artistici tra l'incisione e la pittura modulando ed influenzando, ora nell'uno ora nell'altro, invenzioni ed emozioni.
Calandri come incisore ha partecipato alle più importanti rassegne nazionali e internazionali ed ha esposto in numerose mostre personali.
Grandissima è stata l'attenzione sull'artista anche dopo la morte, a testimonianza di ciò, le molte retrospettive che sono state presentate nell'ultimo decennio.